# Neuweiler
Neuweiler település Németországban, azon belül Baden-Württembergben. Lakosainak száma 3210 fő (2023. december 31.). Neuweiler Neubulach, Bad Teinach-Zavelstein, Oberreichenbach, Bad Wildbad, Simmersfeld és Altensteig községekkel határos.

## Népesség
A település népessége az elmúlt években az alábbi módon változott:
| Lakosok száma | 2114 | 2287 | 2318 | 2452 | 2569 | 3022 | 3120 | 3173 | 3091 | 3210 |
|               | 1961 | 1968 | 1974 | 1981 | 1987 | 1994 | 2000 | 2007 | 2013 | 2023 |